# Оброшинський зоопарк
Зоопа́рк — зоологічний парк місцевого значення в Україні. Розташований у межах Пустомитівського району Львівської області, на південь від центральної частини села Оброшине. 
Площа 5,9 га. Статус надано згідно з рішенням сесії Львівської обласної ради народний депутатів від 01.10.1998 року № 71. Перебуває у віданні: «Falco-ЛТД» еколого-розплідний методичний центр. 
Статус надано для збереження зоологічного парку, створеного на початку 1960-х років. У межах зоопарку є кілька ставків, де живуть водоплавні птахи, зокрема лебеді (лебідь-шипун, лебідь чорний австралійський, лебідь чорношиїй парагвайський), казарки (канадська, червонозоба та білощока), а також понад 20 видів гусей, огарів та качок. В загонах та вольєрах проживають журавлі (журавель сірий, журавель степовий, журавель африканський вінценосний), пави (індійська, яванська), 17 видів фазанів, перепели, куріпки, карликові декоративні кури. Крім птахів у парку живуть плямисті олені, камерунські вівці, мериноси та вівці карликові. 
Поруч з Оброшинським зоопарком розташований дендропарк «Оброшине».